# Guardia Urbana de Barcelona
La Guardia Urbana de Barcelona (GUB) es la Policía de Barcelona en sentido estricto y el cuerpo de seguridad dependiente del Ayuntamiento de Barcelona y por ende el cuerpo que asume las competencias de policía local de esta ciudad. Desempeñar estas funciones según la Ley Orgánica 2/1986, de 13 marzo, de Fuerzas y Cuerpos de Seguridad.

## Historia

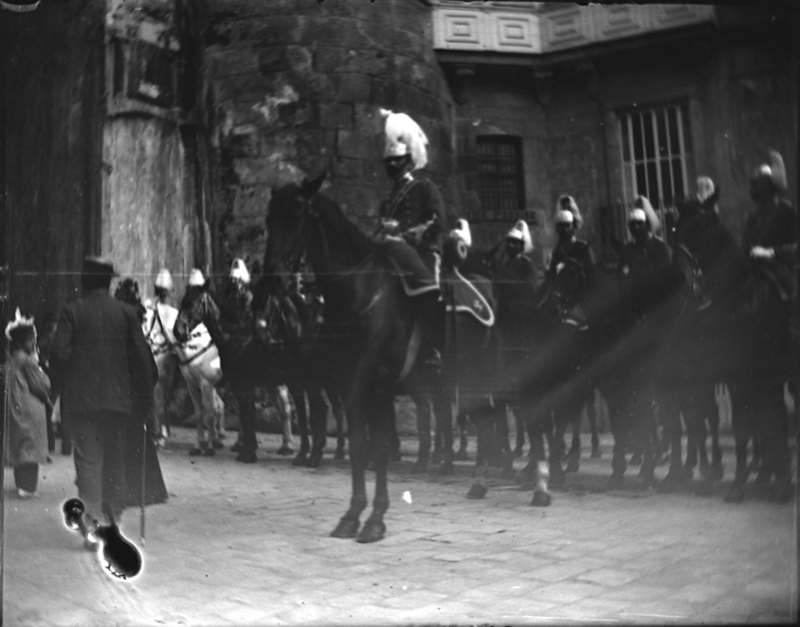

## Historia[1]

### Antecedentes
La Guardia Urbana de Barcelona se crea el 26 de noviembre de 1843, inicialmente como el cuerpo de la Guardia Municipal.
En 1906 el cuerpo de la Guardia Municipal estaba totalmente desorganizado y en plena decadencia. De los 850 componentes de la plantilla, era muy reducido el número de los que hacían servicio en la vía pública.
Las disposiciones legales anticuadas, pero vigentes, impedían a los Ayuntamientos jubilar las fuerzas armadas -la Guardia Municipal tenía carácter militar- y el Alcalde no quería decretar el cese de los componentes que no estaban en condiciones de prestar servicio por razones de humanidad. Este hecho impedía la renovación de la Guardia y era la causa principal de su desorganización y el primer motivo de su decadencia.
De los 850 policías municipales, se desarmaron a 200. Este hecho los ponía en condiciones de derechos pasivos, dejaban de depender del Alcalde y pasaban a ser funcionarios municipales con todos los derechos que el Ayuntamiento les tenía reservados. Con esta medida se consiguió la renovación por personal de la guardia municipal
Esta transformación no gustó a la autoridad gobernativa. El desarme de los guardias privaba al Gobernador civil, de acuerdo con el Alcalde, de utilizar un contingente armado en momentos críticos de alteración del orden público.
Con el derribo de la muralla y el crecimiento constante se produjo un aumento significativo en la circulación de vehículos. El problema del tráfico fue detectado por el Alcalde Sanllehy el 1907 y para tratar de solucionarlo creó el Cuerpo de la Guardia Urbana.
En sesión de 19 de febrero de 1907 fue aprobado el Dictamen de la Comisión de Gobernación que proponía la creación de la Guardia Urbana con dependencia directa del Ayuntamiento en su nombramiento y en la dirección de su gestión. La Guardia Municipal continuó, en estos aspectos, dependiendo directamente de la alcaldía.
La Guardia Urbana comenzó a prestar servicio con una dotación de 25 guardias el 8 de diciembre de 1907 y su aparición fue recibida con fuertes aplausos. Domingo J Sanllehy era el Alcalde de la ciudad.
El primer contingente organizado del cuerpo de la Guardia Urbana se constituyó con 196 guardias, un jefe, dos oficiales y dos auxiliares.
La misión de este cuerpo superaba la simple regulación del tráfico y se ampliaba con actuaciones de policía cívica.
En el reglamento de su creación decía: "Deberá conservar cuidadosamente el estado de los servicios públicos en su zona, dando cuenta inmediatamente de cualquier deficiencia o particularidad que observara en el pavimento, farolas, arbolado, aceras, es decir, cuantos servicios hacen referencia a la vía pública". Más que vigilarlo, la Guardia Urbana tenía que servir al ciudadano.
El 1910 la sección montada de la Guardia Urbana celebró la primera representación del Carrusel con motivo de la visita a Barcelona del rey Alfonso XIII.
La existencia de los dos cuerpos se demostró poco efectiva, es por ello que, bajo el mandato del alcalde Antonio Martínez Domingo y por acuerdo del Ayuntamiento, fueron unificadas las Guardias Municipal y Urbana el 1 de abril de 1921.
El 16 de diciembre de 1928, el Gobernador Civil de Barcelona -por entonces, Joaquín Milans del Bosch- firmaba un proyecto de reglamento por el que se creaba la Sección de Vigilantes y Guardias de la Exposición de Barcelona y del Parque de Montjuïc.
En esta sección las mujeres prestaron servicio como agentes de la autoridad en tareas de vigilancia, seguridad y relaciones públicas en el interior del recinto de la feria y en colaboración con otros estamentos como la Guardia Civil y los Mozos de Escuadra. La sección se disolvió cuando terminó la exposición.
El cuerpo unificado de la Guardia Urbana de Barcelona pasó la primera prueba importante en la celebración de la Exposición Internacional de 1929.
El 1938, las Regidurías de Servicios públicos y de Vigilancia municipal del Ayuntamiento de Barcelona publicaron el primer Reglamento Gráfico de Circulación, con las disposiciones vigentes resumidas, y que reflejaban la política de seguridad hacia el ciudadano de la época. La Guardia Urbana fue la encargada de controlar su cumplimento.
El 26 de septiembre de 1941 el pleno del Ayuntamiento de Barcelona aprobó el Reglamento de la Guardia Urbana. En el artículo primero se establecía que "el Cuerpo de Agentes de la autoridad Municipal de Barcelona se denominará "GUARDIA URBANA".
A lo largo de 1941 la Guardia Urbana tuvo una profunda reorganización y distribución de secciones, entre las cuales figuraba la del guardia de barrio en imitación a la figura del "bobby" londinense.
En este periodo, la Guardia Urbana desarrolló su estructura y la potenció en torno al gran auge que empezaba a tener el automóvil. La gestión y el control de la circulación, que aumentaba de forma progresiva y sistemática, son más importantes. La función de ayuda y asistencia adquiere una nueva dimensión a partir de la intervención en los accidentes de circulación y en la atención a las víctimas. Sin olvidar las funciones de policía administrativa y la colaboración en materia de seguridad ciudadana.
En 1951, el Servicio de Transportes y Circulación, pionero en muchas de las actuaciones en materia viaria de este período, estableció la primera calle de paso exclusivo para peatones: la calle de la Boqueria.
En 1953, la unidad montada de la Guardia Urbana hizo su primera salida internacional en París.
Con la gran expansión de la ciudad de Barcelona y la complejidad que cada día que pasaba adquiría la función del guardia urbano, en el año 1953 se creó la Escuela de la Guardia Urbana. Con la pretensión de que los futuros guardias salieran a la calle con una mayor preparación, más acostumbrados a cualquier posible cambio social y al aumento constante de la circulación de la ciudad.
En 1954, se creó la Banda Musical de la Guardia Urbana. La banda de trompetas se estrenó con motivo de la celebración del día de Corpus de aquel año.
El servicio de patrullas municipales de Barcelona fue el pionero en este tipo de servicios en España. Fue creado en 1957 y el primer coche salió a la calle el 13 de octubre de 1958. El primer vehículo fue un JEEP de clase "S-1". Su misión era patrullar las calles al servicio del ciudadano que hacía un requerimiento, auxiliar en los accidentes que se producían en la ciudad y recuperar los vehículos robados, entre otros.
En 1958, se estableció la primera zona verde de la ciudad en la Vía Layetana, actual calle Pau Clarís.
La primera ordenación electrónica coordinada de la instalación de los semáforos de una calle se hizo en la calle de Urgel, en 1959.
En 1964, se implantó la primera "zona azul" en combinación con la isla de peatones en la zona comprendida entre: Rambla / Fontanella / Vía Layetana / Jaime I / Fernando.
La ordenación de la circulación recibió un nuevo impulso con el estreno de la primera sala de control centralizado de tráfico con panel luminoso en el año 1968.

### 1975-2000
Este período está vinculado al proceso de cambio político y al desarrollo del Estado de Derecho. Se prioriza el servicio público, pensado desde la perspectiva del ciudadano, con la pérdida de la rigidez y el formalismo de los procedimientos y con el objetivo de conseguir la eficacia y la eficiencia. Establecen las bases de la descentralización de la Guardia Urbana y se acelera el proceso de modernización de los servicios.

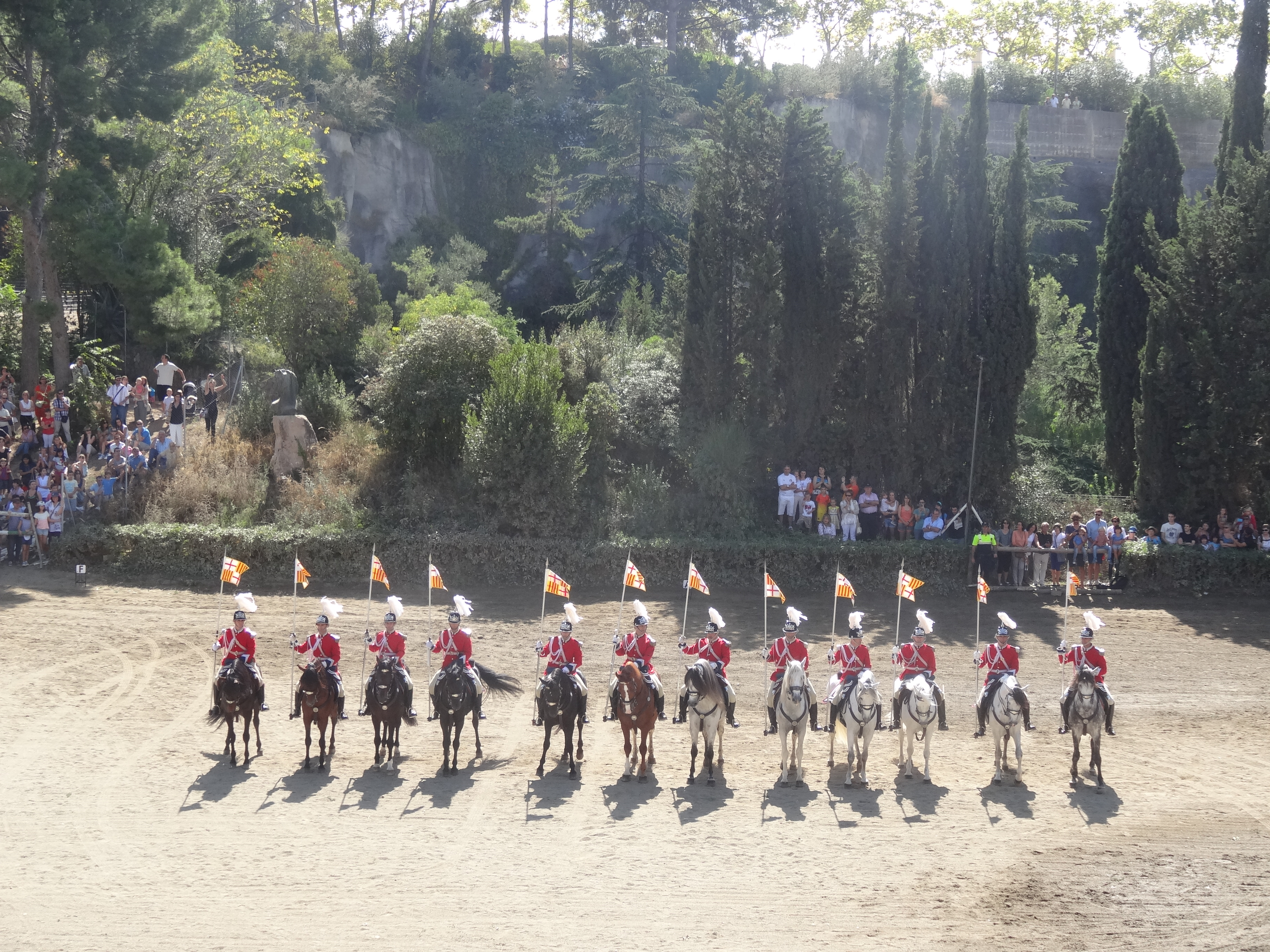

La preocupación por la seguridad ciudadana y una especial sensibilización hacia la calidad ambiental y las condiciones de habitabilidad de la vía pública, además de la atención a la circulación, son los objetivos principales de la Guardia Urbana de Barcelona. La primera prueba de Alcoholemia se hizo el 25 de noviembre de 1975.
La organización sindical de la Guardia Urbana es muy nueva y se puede vincular a las luchas reivindicativas sindicales de los funcionarios municipales. Hasta la última década había un colegio de funcionarios municipales. Es a partir del año 1978, con la nueva Constitución, cuando realmente empiezan a surgir los sindicatos del cuerpo de la Guardia Urbana.
En septiembre de 1978, tras recibir el nombre de Policía Municipal, el cuerpo recupera la actual y definitiva denominación de Guardia Urbana.
El 1 de octubre de 1979 se graduó la primera promoción que incluía mujeres a la Guardia Urbana de Barcelona. La primera promoción fue de 20 mujeres y 124 hombres. Estas mujeres fueron agrupadas en una sola unidad y tuvieron asignadas unas funciones muy específicas.
Un año después, con la descentralización del personal femenino y la ampliación con una nueva promoción, la situación cambia. La paulatina incorporación a nuevas funciones hace que, actualmente, la mujer desarrolle todo tipo de actividad policial.
Con motivo del 30 aniversario de la Escuela de la Guardia Urbana se inician las ponencias sobre la Seguridad Ciudadana en abril de 1983. Estas ponencias tratan de aportar más vías de solución a temas como la inseguridad y la delincuencia.
El mes de abril de 1984 establece un servicio de información al ciudadano a través de emisoras de radio de Barcelona. Nueve de las principales emisoras de la ciudad conectan con el 092 y comunican el estado de la circulación y ofrecen soluciones a las posibles dificultades viarias.
En 1987, el microordenador se introduce en la estructura organizativa y permite una mejor agilidad de la gestión y de la planificación de los servicios.
La dotación de un equipo de radio portátil para cada agente de servicio en la vía pública ha permitido el desarrollo de una red de patrullas, de asistencia y de información de amplia cobertura.
El progresivo proceso de normalización y de aproximación de la institución policial a la realidad de la sociedad actual ha permitido la incorporación de la mujer entre los oficiales de la Guardia Urbana, a partir del año 1987.
Para optimizar la organización, a partir del año 1988 se ha incorporado personal civil para realizar tareas no policiales, lo que ha permitido liberar 60 agentes para lleven a cabo tareas operativas.
En 1989, se producen cambios cualitativos en la estructura organizativa que permiten la culminación de la primera etapa de inauguración, renovación y adecuación de sedes en los distritos. La atención al ciudadano se hace más próxima y mejoran las condiciones de trabajo del personal de la Guardia Urbana.
A partir del año 1991, se elabora un plan informático que hace una recogida y explotación de toda la actividad laboral generada en las diferentes dependencias. Las hojas de actividad diaria facilitan y optimizan el proceso de gestión administrativa y técnica.
Durante el Juegos Olímpicos de 1992, la Guardia Urbana se caracterizó por su solidez en la organización. Participó en la toma de decisiones, satisfizo la exigencia continua de servicios y colaboró en funciones de apoyo.
El 26 de noviembre de 1993 se conmemoró el 150 aniversario de la creación de la Guardia Urbana en Barcelona. Entre los actos llevados a cabo, cabe destacar la exposición de 150 años de la vida de la Guardia Urbana y el cambio de nombre de la avenida de la Técnica por el de calle de la Guardia Urbana como reconocimiento de la ciudad a la tarea desarrollada por este cuerpo en este largo período.
En 1995, se inicia una nueva etapa del modelo de seguridad ciudadana con el proyecto de Policía comunitaria. La relación entre los ciudadanos y la Guardia Urbana se fundamenta en el principio de proximidad y mutua corresponsabilidad. Se pone especial énfasis en la orientación para la prevención y en la resolución de los problemas. Por otra parte, se potencia el grado de participación y de implicación de los agentes en la gestión de los servicios, lo que había sido una demanda histórica.
En 1996, se inicia una etapa de modernización de la gestión y de mejora de los servicios.
Destaca la total renovación que se introduce en la Central de Mando con la aplicación del proyecto MYCELLIUM. Integran las antiguas unidades del 092, las del Servicio de Información y la Matriz de Conmutación.
En 1997, la ciudad de Barcelona obtiene en Calgary (Canadá) la nominación de ciudad anfitriona de los Juegos de Policía y Bomberos del año 2003.
En 1998 se estrena la nueva imagen corporativa. Consiste en el diseño y en el cambio de placa, que se adapta al nuevo escudo municipal, y su aplicación en los elementos de los uniformes, en la identificación de los vehículos y en las dependencias.
En 1999, se introduce la nueva placa de pecho, símbolo de modernidad, con la incorporación del nuevo escudo de la ciudad. También se actualizan las insignias y se adaptan al diseño de las de los Mozos de Escuadra como una manera de avanzar en el proceso de homogeneización y de coordinación de las policías de Cataluña.
En 1999, se crea la Unidad Centralizada de Accidentes (actualmente UIPA), con objeto de armonizar la confección de comunicados y atestados. En el servicio nocturno se pasó de tener 11 patrullas especializadas dispersadas por todo el territorio (con sede en cada UT), a tener 4 patrullas centralizadas en Zona Franca.

### 2000-Actualidad
En la noche de fin de año, traspaso del 1999 al 2000, existe el servicio de la Guardia Urbana en previsión de posibles incidencias a nivel informático por la entrada del nuevo milenio.
Juan Miguel Gervilla Valladolid es el primer agente de la Guardia Urbana de Barcelona que es víctima de un acto terrorista. El 20 de diciembre de 2000 es asesinado cuando realizaba el servicio ordinario de regulación y de soporte a la circulación en la Diagonal, esquina Numancia, en el distrito de las Corts. Los ocupantes de un coche bomba, que se averió en este cruce, abatieron al agente Gervilla cuando se acercó para ayudarlos.
Participación de la Guardia Urbana en los Juegos Mundiales de Policías y Bomberos, celebrados en el 2001 en Indianápolis. Los participantes barceloneses consiguieron buenos resultados en diversas disciplinas.
En el tercer trimestre de 2001, a propuesta del Intendente Evelio Vázquez, se centralizó el servicio nocturno: se cerraron 6 comisarías de distrito, y concentraron en 4 comisarías las Unidades Nocturnas Operativas: UNO-I (Distrito 1-sede- y 10), UNO-II (Distritos 2-sede- y 6), UNO-III (Distritos 3-sede-,4 y 5), y UNO-IV (Distritos 7,8, y 9-sede-). Esta medida no fue tomada con el apoyo de la plantilla que se mostró disconforme, ya que las comisarías que acogían estas UNO no disponian de suificiente material policial (principalmente vehículos, radios, etc), y eran pequeñas.
Participación de la Guardia Urbana en los X Juegos de Policías y Bomberos del 27 de julio al 3 de agosto de 2003. En la ceremonia de inauguración, la Unidad Muntada ofreció un magnífico carrusel.
El superintendent Alfonso Vidal Verge llega a la jubilación en el mes de agosto de 2004 y da paso en la Prefectura del Cuerpo al Intendente Mayor F. Xavier Vilaró i Camp'.
Importante participación de la Guardia Urbana en la celebración de los actos del Fòrum Universal de las Culturas en el verano del 2004, trabajando juntos por primera vez y conjuntamente con los Mozos de Escuadra y el Cuerpo Nacional de Policía.
En octubre del 2004, se conmemora el 25.º aniversario de las primeras agentes femeninas en la Guardia Urbana.
Durante el año 2005 la Guardia Urbana desarrolla una marcada actividad policial originada por unos hechos que sucedieron en la ciudad: el accidente en el barrio del Carmel, las Fiestas Mayores de Gracia y Sants, la puesta en funcionamiento del Centro de Atención en materia de Drogodependencia en la Vall de Hebron... la Guardia Urbana deja una inmejorable imagen por su eficacia en las actuaciones realizadas y por su labor humana.
En noviembre de 2005 coincidiendo con el despliegue de los Mossos d'Esquadra en la ciudad de Barcelona, que supuso la evolución hacia un nuevo sistema policial potenciando la policía de proximidad, se crea la Sala Conjunta de Mando de Guardia Urbana, Bomberos y Mozos de Escuadra.
Otro característica significativa del año 2006 para la Guardia Urbana ha sido el importante proceso de modernización: PDA, GPS o el sistema de comunicación TETRA son ejemplo de la apuesta que se hace hacia las nuevas tecnologías.
A principios del año 2007 se presenta la uniformidad operativa con un vestuario de patrulla que persigue la funcionalidad y presenta un diseño mucho más visible, cómodo y operativo. El escudo y placa policial pasan del color plateado al dorado y se incorpora el escudo oficial de la Corporación en color. Se irá implantando progresivamente durante el periodo 2007-2008.
El 20 de diciembre de 2010, la sede de la Unidad Territorial de Les Corts pasa a llamarse Lluch-Gervilla en homenaje al agente Juan Miguel Gervilla asesinado por terroristas de ETA cuando realizaba el servicio ordinario de regulación del tráfico en el distrito de Les Corts el año 2000.
En el 2011 comenzará la implantación generalizada de ordenadores portátiles en toda la flota de vehículos patrulla de la Guardia Urbana.
En mayo de 2016, como medida de gobierno, se presentó el Plan Director de la Guardia Urbana, con el propósito de improntar el sello del gobierno municipal con dos modificaciones estrella:
1. Como apuesta más mediática, y medida que llevaba BCNenComú en su programa electoral, fue la disolución de la Unidad de Soporte Policial -USP- (anteriormente llamada UPAS) i la creación de una nueva unidad llamada URPE (Unidad de Refuerzo a la Proximidad y Emergencias), aunque actualmente, han suavizado las siglas por UREP.
2. La creación de los Equipos de Policía de Barrio (EPB): por un lado un cambio de nombre a lo que ya existía (2001 a 2011 Policía Comunitaria, 2011 a 2016 Policía de Proximidad), y por otro, una fusión de los anteriores dos modelos:
  - Método CASA (Búsqueda, Acción, Seguimiento y Actuación), y
  - Gestión de la Inteligencia Policial (análisis de bases de datos que generan conocimiento para nuevos enfoques policiales)

El 17 de agosto de 2017 se produjo un atentado en el paseo de La Rambla de Canaletas, cuando una furgoneta accedió al paseo central peatonal atropellando a las personas que por ahí paseaban, cobrándose 15 vidas e hiriendo aproximadamente a 130 personas: la mayoría de los agentes que intervinieron por proximidad en los primeros minutos fueron los agentes de la Guàrdia Urbana de la comisaría de Ciutat Vella y Unidad de Soporte Policial (USP). Ese hecho marcó un antes y un después en la preparación futura de los agentes.
Que el 18 de diciembre de 2018 en el transcurso de una intervención de la Guardia Urbana con una persona "sin techo" conocida de la zona, la cual portaba un perro llamado SOTA, (según el atestado policial aún no contradicho por ningún testigo presencial, y a espera de la celebración de juicio), el agente interviniente tuvo que abatir al can de un disparo, cuando este pretendía atacarle por segunda vez azuzado por su amo, y después de haberle mordido en el codo. La muerte del perro ocasionó una ola de protestas que movilizó a centenares de personas, y provocó que asociaciones y partidos animalistas denunciaran el suceso en los juzgados. Las redes sociales también se hicieron eco de esa indignación. Al mismo tiempo, desde algunas cuentas de Twitter se lanzaron graves amenazas de muerte contra el agente y su familia. Este hecho puso de relieve, por una parte la falta de medios que tienen los agentes para neutralizar ataques de perros, y por otra, la necesidad de videocámaras de grabación policial unipersonales.
Al congelar la convocatoria de nuevas promociones entre el 1993 y el 1998, la plantilla actualmente no llega a 3500. Se estima que la plantilla debería ser de 4000 agentes.

## Ingreso
Los requisitos para ingresar en el cuerpo son:
- Estar en posesión de la nacionalidad española.
- Tener 18 años y no superar la edad de jubilación forzosa.
- Disponer del carné de conducir de la clase B y A2
- Carecer antecedentes penales.
- Estar en posesión del título de Bachillerato, equivalente o superior.
- No haber sido condenado/a por ningún delito o, en caso de haberlo sido, tener extinguida la responsabilidad penal y cancelados los antecedentes penales.

Hasta el año 2020, se contemplaba un requisito de estatura que se fijaba en 170 centímetros para hombres y 160 centímetros para mujeres. Actualmente no existe ningún requisito de estatura.

## Funciones[4]

### Funciones comunes, de todos los cuerpos de seguridad[4]
Ley Orgánica 2/1986, de 13 marzo, de Fuerzas y Cuerpos de Seguridad
PARTE GENERAL
TÍTULO PRIMERO. DE LOS CUERPOS Y FUERZAS DE SEGURIDAD. 
(Artículos 1 a 8) Participarán en el mantenimiento de la seguridad pública en los términos establecidos en la ley.
El mantenimiento de la seguridad pública se ejercerá por las distintas Administraciones Públicas a través de las Fuerzas y Cuerpos de Seguridad.
Son Fuerzas y Cuerpos de Seguridad los cuerpos de policía dependientes del Gobierno de la Nación, de las Comunidades Autónomas y de las Corporaciones Locales.
PRINCIPIOS BÁSICOS DE ACTUACIÓN. 
Dedicación profesional. Deberán llevar a cabo sus funciones con total dedicación, debiendo intervenir siempre, en cualquier tiempo y lugar, se hallaren o no de servicio, en defensa de la Ley y de la seguridad ciudadana.

### Funciones específicas, de las policías locales[4]
Ley Orgánica 2/1986, de 13 marzo, de Fuerzas y Cuerpos de Seguridad
PARTE ESPECIAL
TÍTULO V. DE LAS POLICÍAS LOCALES (Artículos 51 a 54) Incluye 
a) Proteger a las autoridades de las Corporaciones Locales, y vigilancia o custodia de sus edificios e instalaciones.
b) Ordenar, señalizar y dirigir el tráfico en el casco urbano, de acuerdo con lo establecido en las normas de circulación. 
c) Instruir atestados por accidentes de circulación dentro del casco urbano.
d) Policía Administrativa, en lo relativo a las Ordenanzas, Bandos y demás disposiciones municipales dentro del ámbito de su competencia. 
e) Participar en las funciones de Policía Judicial, en la forma establecida en el artículo 29.2 de esta Ley. 
f) La prestación de auxilio, en los casos de accidente, catástrofe o calamidad pública, participando, en la forma prevista en las Leyes, en la ejecución de los planes de Protección Civil. 
g) Efectuar diligencias de prevención y cuantas actuaciones tiendan a evitar la comisión de actos delictivos en el marco de colaboración establecido en las Juntas de Seguridad. 
h) Vigilar los espacios públicos y colaborar con las Fuerzas y Cuerpos de Seguridad del Estado y con la Policía de las Comunidades Autónomas en la protección de las manifestaciones y el mantenimiento del orden en grandes concentraciones humanas, cuando sean requeridos para ello. i) Cooperar en la resolución de los conflictos privados cuando sean requeridos para ello.

### Policía judicial e investigación[4]
CAPÍTULO V. DE LA ORGANIZACIÓN DE UNIDADES DE POLICÍA JUDICIAL. 
Además colaborará imperativamente por mandato del mismo precepto y misma ley en las funciones de Policía Judicial en sentido estricto mediante unidades adscritas al poder judicial, en la averiguación del delito y aseguramiento del delincuente en los mismos términos que los cuerpos autonómicos por prescripción de su artículo 29. A tal efecto se crea en 2012 la Unidad de Investigación que se sumará a la tradicional unidad judicial Unidad de Accidentes y a sus también tradicionales actuaciones conjuntas con otros cuerpos de represión de delincuencia organizada, extranjería, trata y propiedad intelectual.

### Carta municipal de Barcelona[5]
Actualmente además la Carta Municipal de Barcelona potencia y desarrolla competencialmente a la Policía de Barcelona en las funciones policiales tradicionales: Policía de seguridad, policía judicial, policía administrativa y policía asistencial.
Es por definición la policía ordinaria de Barcelona y el cuerpo policial más próximo al ciudadano debido a su carácter local y que mejor conoce las problemáticas de la ciudad y su ámbito de actuación ha superado con creces sus iniciales expectativas fijadas en una ley cuya ocasio legis se encuadra en la transición democrática y en la transición a un modelo policial descentralizado y preventivo caracterizado por la mutua interdependencia y las relaciones competenciales no jerárquicas, donde desde una garantía y competencia de coordinación central garantizada constitucionalmente se suman las competencias de toda una serie de autoridades de seguridad entre las que destaca el alcalde, también garantizada constitucionalmente. A tenor de lo descrito realiza reiteradamente más de la mitad de detenciones realizadas por todos los cuerpos de seguridad radicados en el área metropolitana, atiende como policía usual la delincuencia habitual y la asistencia urbana, ha desarticulado dos comandos terrroristas de GRAPO y ETA perdiendo varios agentes en acto de servicio, soporta en primera fila las grandes emergencias sociales y en definitiva cumple ampliamente la función encomendada a la Policía de Barcelona.
A título distintivo mencionar que cuenta con la Avenida de la Guardia Urbana, con una tumba común en el cementerio de Montjuich con el escudo de la Guardia Urbana en su lápida, con una comisaría con el nombre de uno de sus agentes muerto a manos de banda terrorista, sección marítima y de playas, de montaña, ciclista, caballería y canina, Grupo antidrogas, Grupo de Delincuencia Urbana, Unidad de Investigación, Escuela de la Guardia Urbana, central fija conjunta de mando, y ha desempeñado un papel puntero en el papel local en control de masas y orden público. Es noticia habitual en los medios de comunicación.